# Bouandougou
Bouandougou  è una città e sottoprefettura della Costa d'Avorio appartenente al dipartimento di Dianra. Conta una popolazione di 35 671 abitanti (censimento 2014).